# Guilherme Gonzaga
Guilherme Gonzaga (em italiano:  Guglielmo Gonzaga; 24 de abril de 1538 – 14 de agosto de 1587) foi marquês de Monferrato de 1550 a 1575, com o nome de Guilherme X. Com a elevação de Monferrato a ducado, Guilherme foi seu primeiro duque, de 1575 a 1587. Foi também Duque de Mântua, com o nome de Guilherme I, sucedendo a seu irmão. Era o segundo filho de Frederico II Gonzaga, duque de  Mântua, e de Margarida Paleóloga, marquesa de Monferrato. Sucedeu-lhe seu filho Vicente I.

## Patrono da música
Guilherme foi particularmente interessado em música sacra vocal, e é conhecido particularmente pelos historiadores musicistas por sua extensa correspondência com o compositor Giovanni Pierluigi da Palestrina. Ele construiu uma grande igreja nova em Mântua, dedicada a Santa Bárbara.

## Casamento e descendência
Em 26 abril de 1561, Guilherme casou com a arquiduquesa Leonor de Áustria, sexta filha do imperador Fernando I e de Ana da Boêmia. Do casamento nasceram três filhos:
- Vicente (Vincenzo) (21 de setembro de 1562 – 9 de fevereiro de 1612), casou-se com Leonor de Médici (sobrinha de sua mãe) e tiveram seis filhos;
- Margarida (Margherita) (27 de maio de 1564 – 6 de janeiro de 1618), casou-se com Afonso II d'Este, sem geração;
- Ana Catarina (Anna Caterina) (17 de janeiro de 1566 – 3 de agosto de 1621), casou-se com o seu tio materno, o arquiduque Fernando II da Áustria e tiveram três filhas.